# デュジョン・スターリング
デュジョン・スターリング（Dujon Sterling, 1999年10月24日 - ）は、イングランド・イズリントン区出身のサッカー選手。レンジャーズFC所属。ポジションはDF。

## 経歴
2007年にチェルシーFCに所属する。当初、リザーブチーム時代には、ウインガーなどの攻撃的なポジションでプレーしていた。
2018年6月27日、コヴェントリー・シティFCに1年間の期限付き移籍をした。
2019年8月1日、ウィガン・アスレティックFCに1年間の期限付き移籍をした。
2021年8月31日、チェルシーと契約を2年延長したのちに、ブラックプールFCに1年間の期限付き移籍をした。
2022年9月1日、ストーク・シティFCにローン移籍。
2023年5月30日、レンジャーズFCに4年契約で移籍した。